# Ригтерс, Масео
Масео Гленн Ригтерс (нидерл. Maceo Glenn Rigters; родился 30 марта 1986 года в Амстердаме, Нидерланды) — нидерландский футболист, нападающий, лучший бомбардир Молодёжного чемпионата Европы 2007.

## Клубная карьера
Ригтерс воспитанник амстердамского футбола. Его первым клубом была команда ЗСГО, а затем он попал в более крупный клуб «Нерландия», где был замечен скаутами «Херенвена». Интерес к юному футболисту проявлял также столичный «Аякс», но он всё же выбрал фризский клуб. В 2003 году начал свою карьеру в «Херенвене». Масео не смог выиграть конкуренцию и по окончании сезона перешёл в «Дордрехт», выступающий дивизионом ниже. Забив 8 голов в 17 матчах Ригтерс вновь перебрался в Эредивизи, подписав контракт с НАК Бреда. Несмотря на постоянное место в основе Масео забил в двух сезонах всего 5 мячей.
В летом 2007 года после молодёжного Евро Ригтерс в ранге лучшего бомбардира турнира перешёл в английский «Блэкберн Роверс». Он подписал с клубом контракт на четыре года. 22 июля в матче Кубка Интертото против литовского «Ветра» Масео дебютировал за новый клуб, на 65-й минуте заменив Бенни Маккарти. 29 сентября в поединке против «Сандерленда» Ригтерс дебютировал за клуб в Премьер лиге. Следующие четыре года из-за высокой конкуренции он выступал на правах аренды за «Норвич Сити», «Барнсли» и «Виллем II». 1 июля 2011 года контракт Масео с «Блэкберном» закончился и он стал свободным агентом.
19 августа Ригтерс подписал контракт с новозеландским клубом «Веллингтон Феникс», но контракт был прерван из-за того, что стороны не могли согласовать условия. В команде он провёл 10 дней и даже успел отметиться голом в товарищеском матче.
1 сентября того же года Масео подписал контракт с командой «Голд-Кост Юнайтед». 21 октября в матче против «Брисбен Роар» он дебютировал в А-Лиге. Уже в следующем поединке против «Ньюкасл Юнайтед Джетс» Ригтерс забил свой первый гол за «Голд-Кост Юнайтед». По окончании сезона «Юнайтед» не стал продлевать контракт и Масео стал свободным агентом.

## Международная карьера
В 2007 году Ригтерс был вызван в молодёжную сборную Нидерландов для участия в домашнем молодёжном чемпионате Европы. На турнире он стал лучшим его бомбардиром отличившись в матчах группового этапа против молодёжных команд Бельгии и Португалии. В полуфинале против Англии Масео забил мяч в конце встрече, который перевел игру в дополнительное время, а в серии пенальти точнее оказались голландцы. Ригтерс также отличился в финальной встрече против Сербию и помог молодёжной сборной стать чемпионами Европы.

## Достижения
Международные
 Нидерланды (до 21)
- Чемпионат Европы по футболу среди молодёжных команд — 2007